# 上海观察使公署
上海观察使是1914年2月至6月设立的上海地方行政负责。

## 历史
民国2年（1913年）1月，北洋政府颁布《划一现行各省地方行政官厅组织令》等命令，宣布废府州，存道县，实行省、道、县三级行政区划体制。道官名为观察使。民国3年（1914年）2月，设置上海观察使，由特派江苏交涉员杨晟兼任。1914年5月，北洋政府颁布省、道、县官制，规定置道尹，为一道行政长官，沪海道驻上海县。